# آرثر واتكن
آرثر واتكن (بالإنجليزية: Arthur Watkin)‏ (30 يوليو 1895 في المملكة المتحدة - 27 أغسطس 1972 في المملكة المتحدة) هو لاعب كرة قدم بريطاني (وحمل سابقاً جنسية المملكة المتحدة لبريطانيا العظمى وأيرلندا) في مركز الهجوم. لعب مع ستوك سيتي وCongleton Town F.C. ‏.